# Kysuce beskyttet landskabsområde
Kysuce beskyttet landskabsområde (slovakisk: Chránená krajinná oblasť Kysuce) er et af de 14 beskyttede landskabsområder i Slovakiet. Det består af to separate dele, Javorníkybjergene i vest og Kysucké Beskydy -bjergene i øst, i det nordvestlige Slovakiet. Det ligger i distrikterne Čadca og Kysucké Nové Mesto i Kysuce -regionen. Det grænser op til tre andre beskyttede områder: Beskydy Protected Landscape Area i Tjekkiet, Żywiec Landscape Park i Polen og Horná Orava Protected Landscape Area i Slovakiet.

## Historie
Parken blev oprettet den 23. maj 1984. Beskyttede områder, der tidligere er erklæret, omfatter Čierna Lutiša (1972), Veľká Rača (1976), Veľký Javorník (1967), og Vychylovské skálie (1983).

## Geografi, geologi og biologi
Mere end halvdelen af det beskyttede område er dækket af skove. Geologisk er det lavet af lav-resistente sandstenslag. På grund afvalakernes kolonisering har området et mosaikpræg, med afvekslende landsbyer med original folkearkitektur, enge, marker og skove. Regionens kuriositeter omfatter en råoliekilde nær Korňa og mystiske sandstenskugler. Området er nær den vestligste grænse til området for store rovdyr i Slovakiet, såsom ulv, bjørn og los. En for karpaterne endemisk art, der lever i området, er karpatisk salamander.

## Seværdigheder
Attraktioner i parken omfatter Vychylovka (en del af Nová Bystrica) tømmerjernbane og Kysuce frilandsmuseum.